# Wikipédia en bengali
Wikipédia en bengali (en bengali : বাংলা উইকিপিডিয়া) est l’édition de Wikipédia en bengali, langue indique orientale (en) parlée au Bangladesh et dans les États du Bengale-Occidental, Tripura et certains districts d'Assam en Inde. L'édition est lancée le 27 janvier 2004. Son code est : bn.
Au 20 mars 2025, l'édition en bengali contient 165 833 articles et compte 487 176 contributeurs, dont 1 262 contributeurs actifs et 15 administrateurs.

## Présentation

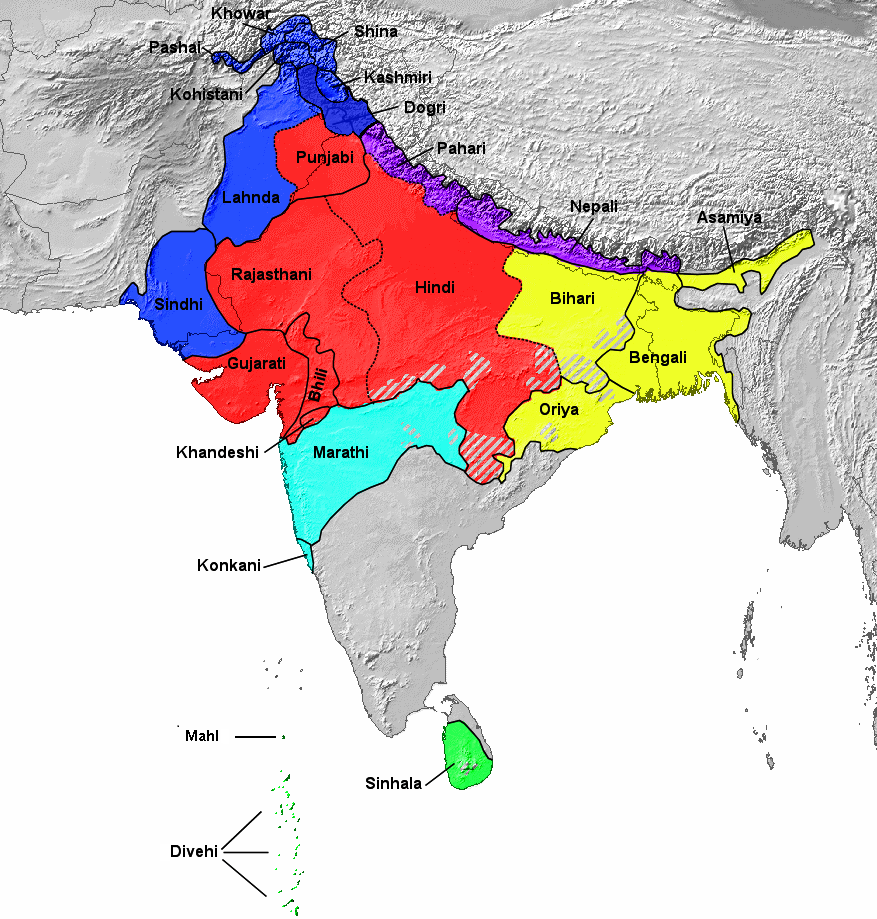
Généalogiquement, le bengali appartient au sous-groupe des langues indiques orientales (en) (indiqué en jaune sur la carte) du groupe des langues indo-aryennes.
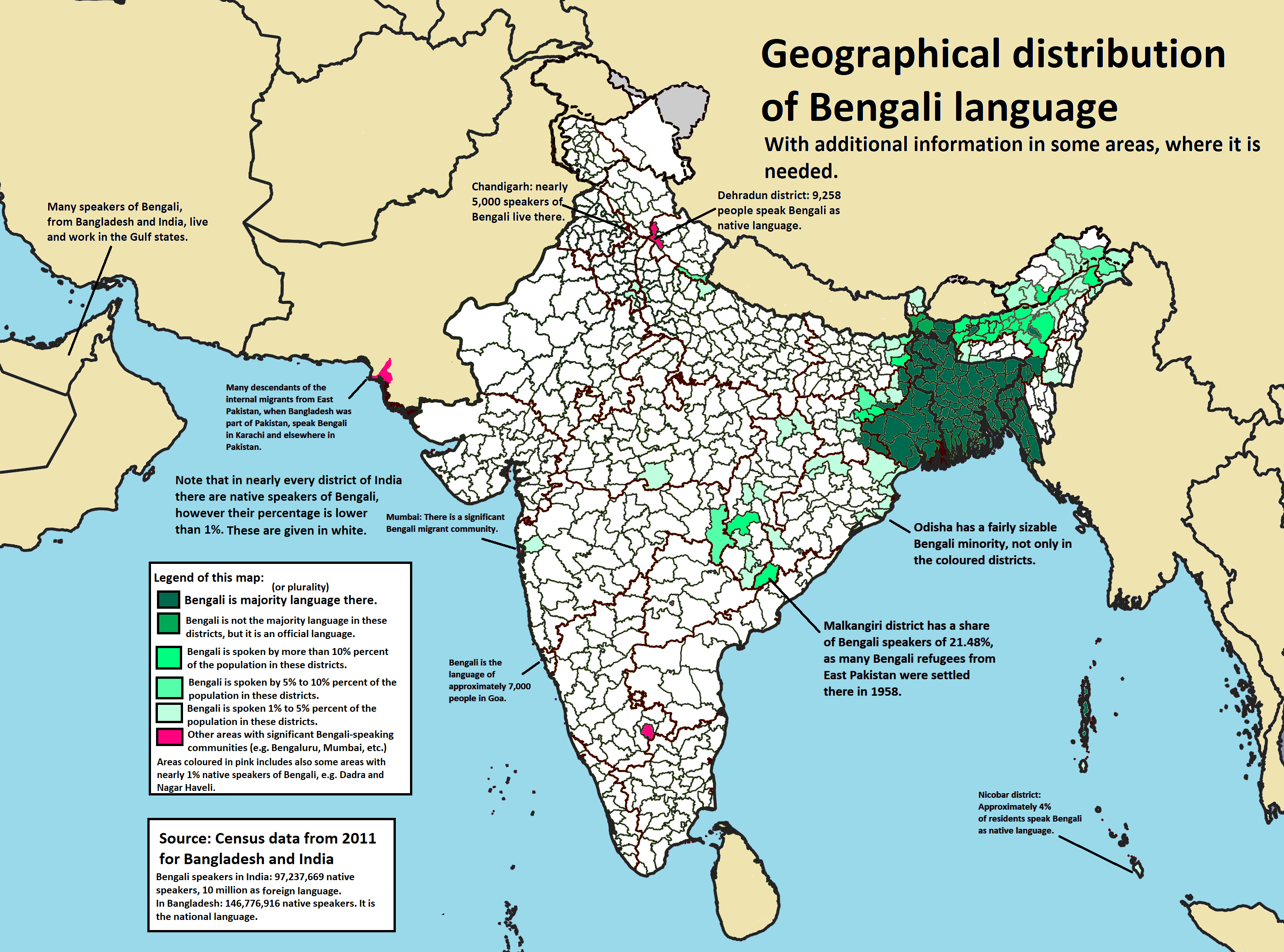
Aire de diffusion du bengali.

## Statistiques
- Le 18 juillet 2007, l'édition en bengali atteint le seuil des 10 000 articles.
- En février 2009, elle compte quelque 19 300 articles et 4 930 utilisateurs enregistrés.
- Le 17 septembre 2022, elle contient 127 607 articles et compte 388 746 contributeurs, dont 1 193 contributeurs actifs et 13 administrateurs.
- Le 16 août 2024, elle contientt 156 538 articles et compte 465 160 contributeurs, dont 1 042 contributeurs actifs et 14 administrateurs.